# Ellobius alaicus
Ellobius alaicus és una espècie de mamífer rosegador pertanyent a la família dels cricètids.

## Hàbitat
Es creu que és similar al d'Ellobius tancrei.

## Distribució geogràfica
És un endemisme de la serralada Alai (Kirguizstan).